# Amr Warda
Amr Medhat Warda (arab. عـمرو وردة; ur. 17 września 1993 w Aleksandrii) – egipski piłkarz grający na pozycji ofensywnego pomocnika. Od 2017 roku jest zawodnikiem klubu PAOK FC.

## Kariera piłkarska
Swoją karierę piłkarską Warda rozpoczął w klubie Alexandria Sporting Club. Następnie w 2011 roku podjął treningi w juniorach Al-Ahly Kair. W 2013 roku awansował do pierwszej drużyny i w sezonie 2013/2014 zadebiutował w nim w pierwszej lidze egipskiej. W debiutanckim sezonie wywalczył tytuł mistrza Egiptu. W sezonie 2014/2015 został wypożyczony do Al-Ittihad Aleksandria.
W 2015 roku przeszedł do greckiego klubu Panetolikos GFS. Swój debiut w nim zaliczył 24 sierpnia 2015 w przegranym 0:1 domowym spotkaniu z Panathinaikosem. W Panetolikosie grał do końca 2016 roku.
Na początku 2017 roku przeszedł do PAOK FC. W klubie z Salonik zadebiutował 19 lutego 2017 w zwycięskim 4:0 domowym meczu z PAE Weria. W sezonie 2016/2017 zdobył z PAOK Puchar Grecji.
Latem 2017 roku odszedł na wypożyczenie do PAE Atromitos. Swój debiut w nim zanotował 9 września 2017 w zremisowanym 0:0 domowym meczu z PAS Janina.
| Sezon   | Klub                   | Kraj   | Rozgrywki          | Mecze | Gole |
| ------- | ---------------------- | ------ | ------------------ | ----- | ---- |
| 2013/14 | Al-Ahly Kair           | Egipt  | I liga             | 1     | 0    |
| 2014/15 | Al-Ittihad Aleksandria | Egipt  | I liga             | 16    | 1    |
| 2015/16 | Panetolikos GFS        | Grecja | Superleague Ellada | 27    | 5    |
| 2016/17 | Panetolikos GFS        | Grecja | Superleague Ellada | 12    | 4    |
| 2016/17 | PAOK FC                | Grecja | Superleague Ellada | 8     | 2    |
| 2017/18 | PAE Atromitos          | Grecja | Superleague Ellada | 23    | 8    |

## Kariera reprezentacyjna
W reprezentacji Egiptu Warda zadebiutował 11 października 2015 roku w wygranym 3:0 towarzyskim meczu z Zambią, rozegranym w Abu Zabi. W 2017 roku został powołany do kadry Egiptu na Puchar Narodów Afryki 2017. Na tym turnieju wystąpił w czterech meczach: grupowych z Ugandą (1:0) i z Ghaną (1:0), półfinałowym z Burkiną Faso (1:1, k. 4:3) i finałowym z Kamerunem (1:2). Wraz z Egiptem wywalczył wicemistrzostwo kontynentu.
W 2018 roku powołano go do kadry na Mistrzostwa Świata w Rosji. Rozegrał na nim trzy mecze: z Urugwajem (0:1), z Rosją (1:3) i z Arabią Saudyjską (1:2).